# Osztályidegenség
Az osztályidegenség a magyar kommunista rendszerben és más kommunista államokban használt diszkriminatív társadalmi minősítés volt.
Az 1940-es évek második felében az egyeduralmat megragadó kommunista párt vezette be abból a célból, hogy diszkriminálja, illetve üldözze azoknak a társadalmi rétegeknek a tagjait, amelyeket hatalmi céljaihoz nem akart megnyerni. Az osztályidegenség vádja ugyanakkor kitűnő bűnbakképző a korai kommunista rezsimben, amelynek alapvető tulajdonsága volt az ellenségkép kialakításának és ápolásának erős igénye.
A továbbtanulásban és egyéb vonatkozásokban hivatalosan 1962 után megszűnt a származás szerinti diszkrimináció. A rezsim azonban továbbra is osztályalapokon gondolkodott, a „nem termelő” foglalkozások űzőivel – azaz a nem parasztokkal és nem munkásokkal, például értelmiségiekkel – szemben eredményesen folytatták az előítéletek sulykolását.

## Meghatározása
Osztályidegennek (gyakran az 1938-as állapot szerint) minősítettek volt földbirtokosokat, arisztokratákat, üzemek, műhelyek, üzletek tulajdonosait, a kulákoknak elnevezett birtokos parasztokat, volt csendőröket, rendőröket, katonákat, a korábban hivatalokat betöltött személyeket, egyházi személyeket, háborús és politika bűncselekmények miatt felelősségre vontakat stb.
Az „osztályidegen” ugyanakkor közszájon forgó szó volt, az „ellenség” egy szinonimája és mint ilyen, jelentése nem pontosan körülírt, tehát alakítható volt. A Belügyminisztérium Csongrád megyei Főosztálya például 1954-ben készült jelentésében így foglalta össze, kikből áll a megyében élő ellenség: "Az imperialista ügynökségek aktivitása a megyében élő ellenséges elemekre támaszkodva az utóbbi időben fokozódott. A megyében 753 csendőr, 3500 kulák, 700 volt katonatiszt, 390 volt horthysta rendőr és rendőrtiszt, 60 leventeoktató, kb. 100 volt tőkés, több ezer szektás és volt jobboldali pártoknak tagja él." A jelentés ezután még megemlíti a megyében élő nemzetiségieket, akik közt délszláv ügynökök lehetnek, illetve azt is, hogy Szegeden püspökség, jelentős egyetemek és iskolák vannak.
Az osztályidegenek a hátrányos megkülönböztetés változatos fajtáival kényszerültek szembenézni. Elzárták őket bizonyos munkaköröktől, gyermekeiket nem engedték továbbtanulni stb.
A származásuk miatt az egyetemen elutasított gyakran arról kapott értesítést, hogy „a felvételi vizsgán megfelelt, de hely hiányában felvételt nem nyert”. (Nem ismertek statisztikák arról, milyen arányban történt ez a felvételizőkkel.)

## Az 1956-os forradalom utáni megtorlásokban
Az 1956-os forradalmat követő megtorlásokban az osztályidegennek minősülők súlyosabb büntetésben részesültek, legalábbis abban az esetben, ha cselekményüket nem tekintették nagy súlyúnak. „A megyei (fővárosi) rendőr-főkapitányság vezetője és a megyei (fővárosi) ügyészség vezetője együttesen dönti el, hogy a megtévedt munkás- és dolgozó paraszt származású személy kisebb jelentőségű ellenforradalmi jellegű cselekménye bíróság elé kerüljön-e. E pont rendelkezései alá nem vonható az osztályidegen, az osztályellenség, a huligán, a szokásos bűnöző és az a személy, akit politikai, vagyon elleni vagy spekulációs bűncselekmény miatt 5 éven belül végrehajtható börtönbüntetésre ítéltek” – olvasható az 1958. január 8-án kelt 103/1958-as igazságügy-miniszteri, belügyminiszteri és legfőbb ügyészi utasításban.
A Kádár-rezsim a megtorlás fő csapásirányának tekintette a forradalomban részt vett osztályidegenek elleni harcot, propagandája pedig az ő lázadásuknak állította be a forradalmat, azt állítva hogy ezek az "elemek" megtévesztettek sok „becsületes” munkást és parasztot is.
Az osztályidegen minősítést 1957-ben a forradalomban való részvételükért elítéltekre is kiterjesztették, ami sokuk számára ténylegesen életre szóló megbélyegzést jelentett annak ellenére, hogy 1962-től hivatalosan megszűnt [forrás?] az osztályidegeneknek „járó” megkülönböztetés.

## Híres „osztályidegenek”
- Mensáros László színész – 1949-ben elbocsájtották a Színház- és Filmművészeti Főiskoláról, majd 1950-ben bebörtönözték.
- Sujánszky Jenő vegyész – 1947-ben elbocsájtották a Pázmány Péter Tudományegyetemről.
- Dargay Attila rajzfilmrendező – 1948-ban elbocsájtották a Képzőművészeti Főiskoláról.